# Ząbrowo (województwo pomorskie)
Ząbrowo (niem. Sommerau (Nogat)) – wieś w Polsce położona w województwie pomorskim, w powiecie malborskim, w gminie Stare Pole na obszarze Żuław Elbląskich w pobliżu Nogatu. Miejscowość znajduje się około 2 km na północ od drogi krajowej nr 22. 
Lokowana w komturii dzierzgońskiej około 1300 r., po 1405 w komturii elbląskiej, od 1457 podlegała pod zamek Malbork.
Wieś królewska Zębrowo położona była w II połowie XVI wieku w województwie malborskim. W latach 1975–1998 miejscowość administracyjnie należała do województwa elbląskiego.

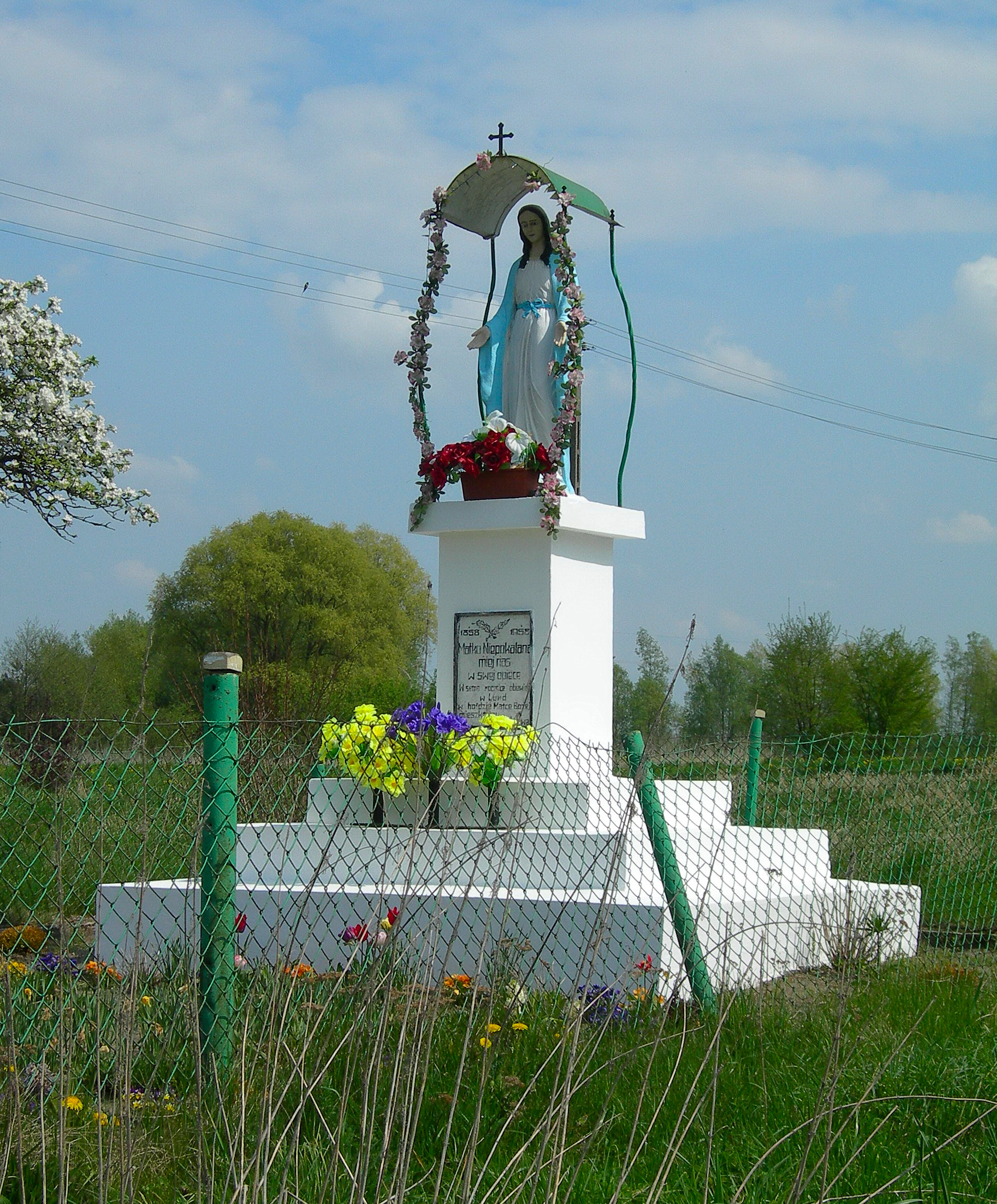
Figurka Matki Boskiej w Ząbrowie.
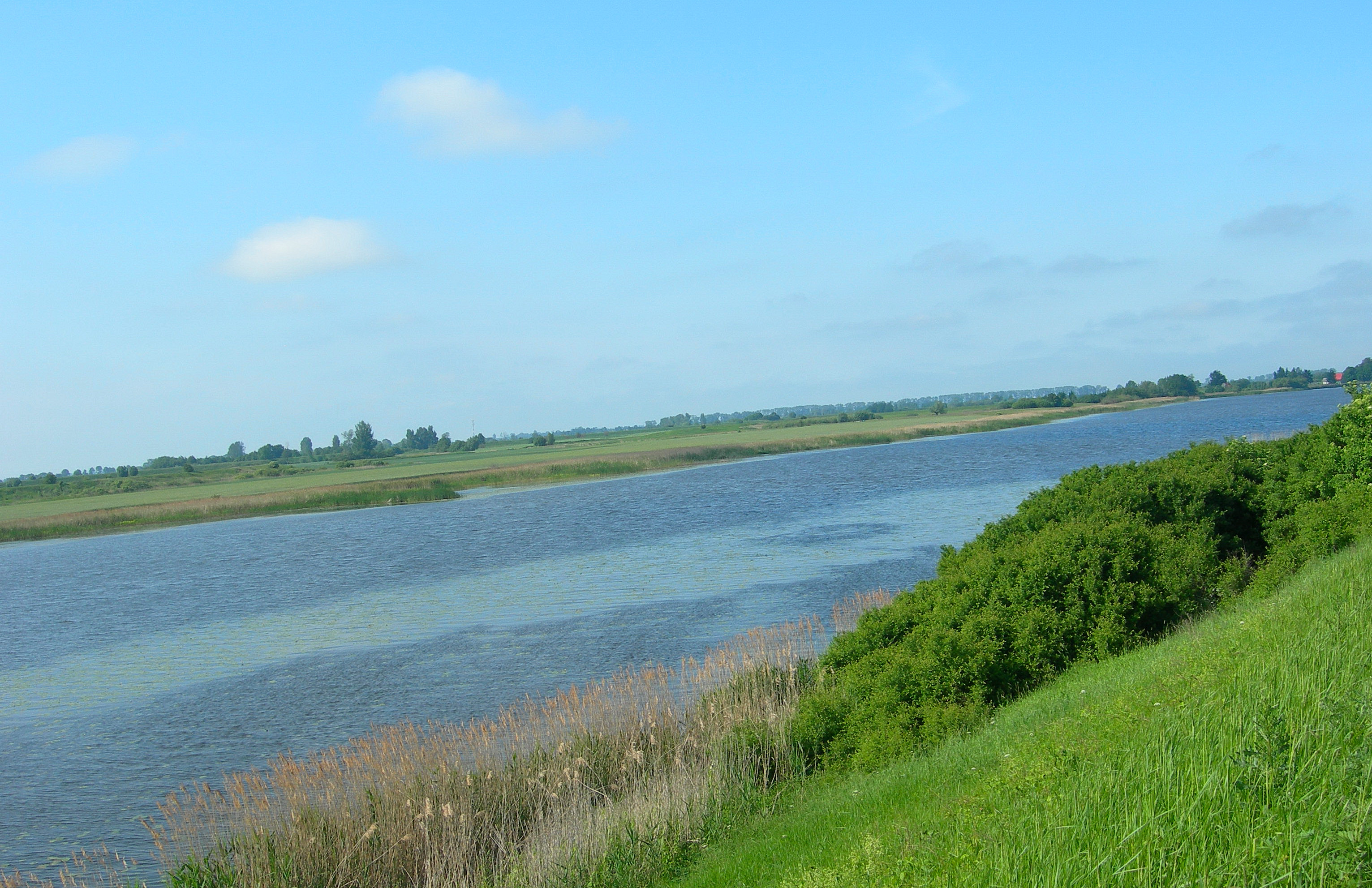
Nogat niedaleko Ząbrowa.
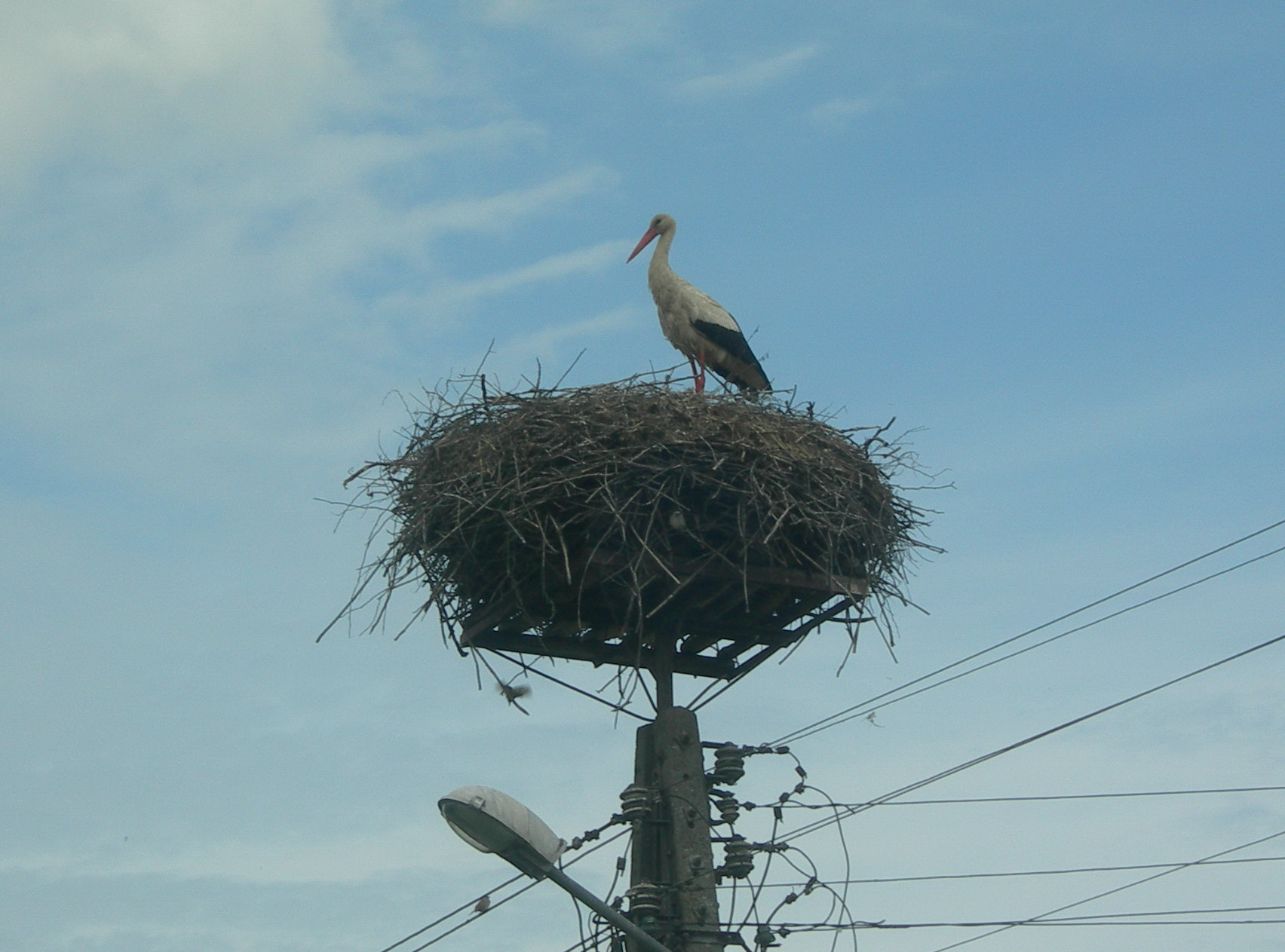
Bocianie gniazdo.